# Adenanthos sericeus
Adenanthos sericeus är en tvåhjärtbladig växtart. Adenanthos sericeus ingår i släktet Adenanthos och familjen Proteaceae.

## Underarter
Arten delas in i följande underarter:
- A. s. sericeus
- A. s. sphalma